# Сборная Албании по пляжному футболу
Сборная Албании по пляжному футболу — национальная команда, которая представляет Албанию на международных соревновательных дисциплинах по пляжному футболу.

## История
В 2015 году сборная Албании дебютировала на соревнованиях на средиземноморских пляжных играх. Сборная уступила Ливии 3:14 и Франции 2:6, выиграла Грецию 7:5. Заняв 3-е место в группе сборная прошла в плей-офф за 9-12–е места, где выиграла Мальту 5:2 в полуфинале и уступила Греции 3:3 (1:3 серия пенальти) в матче за 9-е место.

## Состав
Заявка команды на Средиземноморские Пляжные игры 2015:
Примечание: Флаги указываются, так как игрок может иметь более одного гражданства по правилам ФИФА.
| №  |         | Позиция | Игрок           |
| -- | ------- | ------- | --------------- |
| 1  | Албания | Вр      | Клодьян Ррапи   |
| 12 | Албания | Вр      | Метани Клайди   |
| 3  | Албания | Нап     | Энеа Кадиу      |
| 4  | Албания | Защ     | Арьян Блумби    |
| 5  | Албания | Защ     | Марвин Туртулли |
| 6  | Албания | ПЗ      | Ригест Карай    |
| 7  | Албания | Нап     | Элион Спаху     |

| №  |         | Позиция | Игрок           |
| -- | ------- | ------- | --------------- |
| 8  | Албания | Защ     | Хокса Эрион     |
| 9  | Албания | Нап     | Эндрит Кача     |
| 10 | Албания | Защ     | Олси Баджоллари |
| 11 | Албания | ПЗ      | Адмир Мехья     |
| 14 | Албания | Нап     | Бленди Гокаж    |

Тренер: Эргис Кадиу

## Достижения
- Средиземноморские Пляжные игры
  - 9-е место: 2015